# Voleibol do Vitória Sport Clube
O Vitória Sport Clube é um clube desportivo da cidade de Guimarães, Portugal, onde se praticam diversas modalidades. O presente artigo é sobre a sua secção profissional de Voleibol, cujas equipas de seniores masculina e feminina competem, respetivamente, no Campeonato Nacional de Voleibol A1 e no Campeonato Nacional de Voleibol Feminino, sendo ambos os principais escalões da modalidade em Portugal.
As equipas desde a formação até aos seniores treinam e mandam os seus jogos no Pavilhão Desportivo Unidade Vimaranense, que se encontra na academia.

## História
O Vitória abriu as portas de Guimarães ao voleibol em 1947 formando uma equipa masculina para a realização de um jogo com o Académico de Braga, naquele que foi a primeira demonstração de voleibol na cidade. De todas as modalidades, foi através do voleibol que se ultrapassaram alguns preconceitos à prática do desporto feminino que atingiam a sociedade nessa altura. Assim, logo no início da década de 60 com a adoção da modalidade por outras equipas em Portugal é que foi possível formar o primeiro campeonato de voleibol feminino.
Foi então em 1962 que o Vitória SC, juntamente com outros clubes, se estreou em competições oficiais. No entanto, só a partir de 1976 é que a modalidade de voleibol feminino se funde definitivamente na história do Vitória Sport Clube. A década seguinte é de enorme sucesso com a equipa a desenhar um percurso ascendente no principal escalão, tendo conseguido 5 participações seguidas nas competições europeias.
Contudo, em 1987 o Vitória deixa de participar no campeonato nacional de voleibol, dando como extinta a equipa feminina alegando dificuldades financeiras e falta de infraestruturas próprias.
No entanto, depois de uma década, em 1998, o Vitória SC volta a formar uma equipa sénior e começa a competir nas competições nacionais, tendo sido campões da II Divisão em 2006/07 e ingressado no topo do voleibol português em 2020/21. Até ao momento voltou a vencer mais um título em 2023/24, a Taça Federação por 3-2 frente ao SL Benfica.
Foi também em 1998 que o voleibol masculino foi fundado tendo conseguido em apenas 3 épocas a chegada à I Divisão em 2000/01. O sucesso era tal que durante as primeiras 9 épocas no principal escalão, a pior classificação do Vitória foi um 4º lugar. Durante esse tempo foi ainda campeão nacional em 2007/08, vencedor da Taça de Portugal em 2008/09 (vencendo ambos por 3-2 o SC Espinho) e teve várias participações de excelência nas competições europeias. Mais tarde viria a conquistar a Taça Federação em 2018/19, frente ao AJ Fonte do Bastardo por 2-0, depois de ter sido vice campeão em 2016/17.

## Palmarés
Este é o palmarés oficial da modalidade.

### Seniores Masculinos
| Competições Nacionais              | Competições Nacionais              | Competições Nacionais | Competições Nacionais | Competições Nacionais              |
| Competição                         | Competição                         | Títulos               | Temporadas            | Vice Campeão                       |
| ---------------------------------- | ---------------------------------- | --------------------- | --------------------- | ---------------------------------- |
| Campeonato Nacional I (A1)         | Campeonato Nacional I (A1)         | 1                     | 2007/08               | 2005/06, 2006/07, 2008/09          |
| Campeonato Nacional I (A2)         | Campeonato Nacional I (A2)         | 1                     | 2000/01               | -                                  |
| Campeonato Nacional II             | Campeonato Nacional II             | 1                     | 1999/00               | -                                  |
| Taça de Portugal                   | Taça de Portugal                   | 1                     | 2008/09               | 2002/03, 2003/04, 2007/08, 2012/13 |
| Supertaça                          | Supertaça                          | 0                     | -                     | -                                  |
| Taça Federação                     | Taça Federação                     | 1                     | 2018/19               | 2016/17                            |
| Campeonato Nacional III (Equipa B) | Campeonato Nacional III (Equipa B) | 1                     | 2010/11               | -                                  |
|                                    | Total de Troféus                   | 5                     | 5 Nacionais           | 8 Vices                            |

### Seniores Femininos
| Competições Nacionais  | Competições Nacionais  | Competições Nacionais | Competições Nacionais | Competições Nacionais |
| Competição             | Competição             | Títulos               | Temporadas            | Vice Campeão          |
| ---------------------- | ---------------------- | --------------------- | --------------------- | --------------------- |
| Campeonato Nacional I  | Campeonato Nacional I  | 0                     | -                     | -                     |
| Campeonato Nacional II | Campeonato Nacional II | 2                     | 1980/81, 2006/07      | -                     |
| Taça de Portugal       | Taça de Portugal       | 0                     | -                     | 2021/22, 2024/25      |
| Supertaça              | Supertaça              | 0                     | -                     | -                     |
| Taça Federação         | Taça Federação         | 1                     | 2023/24               | -                     |
|                        | Total de Troféus       | 3                     | 3 Nacionais           | 2 Vices               |

## Equipa de 2021-22 Masculino
| Nº. | Nacionalidade | Jogador            | Posição                  |
| --- | ------------- | ------------------ | ------------------------ |
| 15  | Portugal      | Francisco Pombeiro | Levantador               |
| 19  | Portugal      | Pedro Albuquerque  | Levantador               |
| 16  | Portugal      | João Lanhas        | Líbero                   |
| 18  | Brasil        | Miguel Henriques   | Líbero                   |
| 4   | Brasil        | Allan Guimarães    | Bloqueador intermediário |
| 9   | Portugal      | Carlos Fidalgo     | Bloqueador intermediário |
| 14  | Brasil        | Garça              | Bloqueador intermediário |
| 2   | Brasil        | Leonam Domingues   | Oposto                   |
| 6   | Portugal      | Francisco Fabião   | Oposto                   |
| 7   | Portugal      | João Oliveira      | Rebatedor oposto         |
| 8   | Portugal      | Junio Pinheiro     | Rebatedor oposto         |
| 10  | Portugal      | Rui Moreira        | Batedor de ponta         |
| 11  | Portugal      | Miguel Cunha       | Batedor de ponta         |
| 13  | Portugal      | Diogo Santos       | Batedor de ponta         |
| 17  | Portugal      | Rodrigo Pereira    | Batedor de ponta         |

## Equipa de 2021-22 Feminino
| Nº. | Nacionalidade | Jogador             | Posição                           |
| --- | ------------- | ------------------- | --------------------------------- |
| 2   | Portugal      | Mariana Freitas     | Levantador                        |
| 3   | Brasil        | Marina Scherer      | Levantador                        |
| 9   | Portugal      | Margarida Valentim  | Levantador                        |
| 7   | Portugal      | Joana Bragança      | Líbero                            |
| 13  | Portugal      | Márcia Costa        | Líbero                            |
| 17  | Portugal      | Mariana Pinto       | Líbero                            |
| 5   | Portugal      | Margarida Fernandes | Bloqueador intermediário          |
| 8   | Portugal      | Marta Araújo        | Bloqueador intermediário          |
| 14  | Brasil        | Beatriz Machado     | Bloqueador intermediário          |
| 22  | Brasil        | Simone Scherer      | Bloqueador intermediário          |
| 23  | Portugal      | Rita Novais         | Oposto                            |
| 6   | Portugal      | Isabel Castro       | Batedor de ponta                  |
| 10  | Brasil        | Nayara Ferreira     | Batedor de ponta                  |
| 11  | Portugal      | Bruna Rosa          | Batedor de ponta                  |
| 16  | Portugal      | Bruna Moura         | Batedor de ponta Rebatedor oposto |
| 18  | Brasil        | Juliana Souza Silva | Rebatedor oposto                  |